# Касьяново (Псковская область)
Касьяново — деревня в Великолукском районе Псковской области России. Входит в состав сельского поселения «Переслегинская волость».
Расположена на западе района, недалеко от левого прибрежья реки Ловать (у железной дороги Великие Луки — Невель), в 8 км к юго-западу от райцентра Великие Луки и в 10 км к юго-востоку от волостного центра Переслегино.
Численность населения по оценке на 2000 год составляла 11 человек, на 2010 год — 4 человека.